# Aldo Baéz
Aldo Omar Baéz (* 5. září 1988, Buenos Aires) je fotbalový záložník z Argentiny, od léta 2017 hráč klubu FK Železiarne Podbrezová. Hraje na postu defenzivního středopolaře. Nehraje „v rukavičkách“, o čemž svědčí jeho bilance ve statistice obdržených žlutých karet. Mimo Argentinu působil na klubové úrovni na Slovensku a v České republice.

## Klubová kariéra
Svou fotbalovou kariéru začal ve Ferro Carril Oeste.

### FK AS Trenčín
V roce 2008 přestoupil do FK AS Trenčín, kam přišel společně s krajanem Davidem Depetrisem z druhé nejvyšší argentinské soutěže Primera B Nacional. V klubu se stal oblíbeným, naučil se sám řeč a byl loajální. Pravidelně sbíral žluté karty, což bylo částečně způsobeno i herní taktikou (úkoly na postu defensivního záložníka). S Trenčínem se představil v Evropské lize, v sezonách 2013/14 (vyřazení ve třetím předkole rumunským celkem FC Astra Giurgiu) a 2014/15. V ročníku 2014/15 stihl před přestupem do Slavie odehrát úvodní domácí zápas 2. předkola proti srbskému celku FK Vojvodina Novi Sad (výhra 4:0). Pro odvetu již nebyl z důvodu přestupu k dispozici. V ročníku 2014/15 Trenčín získal mistrovský titul, na kterém se hráč částečně podílel (odehrál jeden ligový zápas).

### SK Slavia Praha
V červenci 2014 odešel po šesti a půl letech z Trenčína do SK Slavia Praha, kde podepsal tříletou smlouvu. V 1. české lize debutoval 26. července 2014 v prvním ligovém kole na hřišti 1. FC Slovácko (výhra 2:1), nastoupil do druhého poločasu za nepříznivého stavu pro Slavii 0:1. Ve Slavii vydržel do léta 2016, kdy dostal svolení hledat si nové angažmá.

### FC Spartak Trnava (hostování)
V červenci 2015 odešel ze Slavie na roční hostování s opcí do slovenského klubu FC Spartak Trnava. Vybral si dres s číslem 4. Na další spolupráci se Spartakem se v létě 2016 nedohodl.

### FK AS Trenčín
V červenci 2016 se vrátil ze Slavie do AS Trenčín. Zde pobyl sezónu 2017/18, v červenci 2017 se stal volným hráčem a mohl si hledat nový klub.

### FK Železiarne Podbrezová
V srpnu 2017 jej angažoval slovenský prvoligový klub FK Železiarne Podbrezová, který hledal posilu do středové řady.

## Reprezentační kariéra
Baéz působil v mládežnických reprezentačních výběrech Argentiny.